# Astragalus neo-popovii
Astragalus neo-popovii är en ärtväxtart som beskrevs av Vitaliǐ Petrovich Goloskokov. Astragalus neo-popovii ingår i släktet vedlar, och familjen ärtväxter. Inga underarter finns listade i Catalogue of Life.